# Sabil

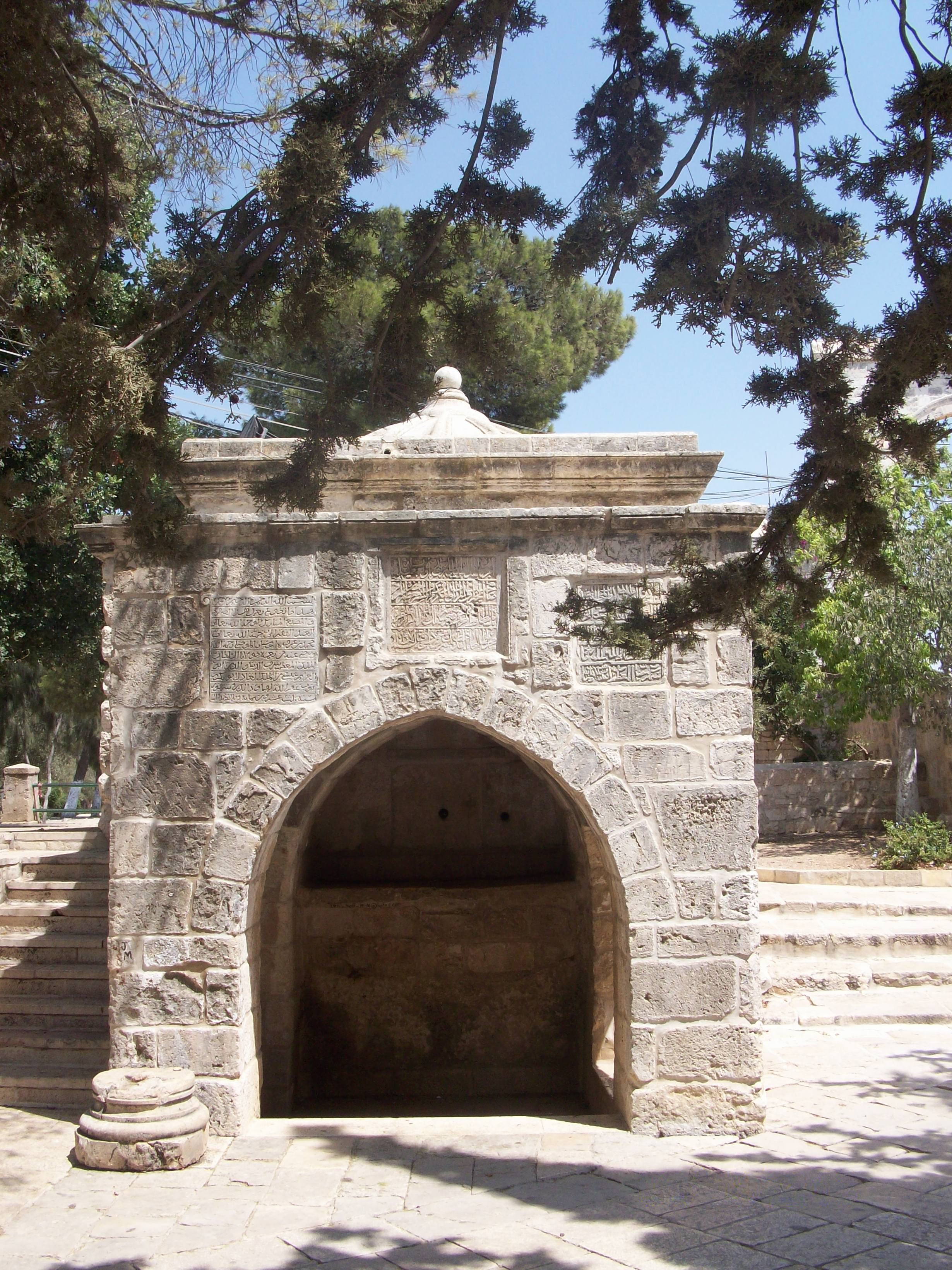
Sabil Schaʿalan, Haram, Jerusalem

Ein Sabil (arabisch سبيل, DMG sabīl), türkisch Sebil, ist eine Brunnenstube als Teil der Islamischen Architektur. Er dient als öffentliche kostenlose Wasserstelle für die Pilger, Reisenden, für jedermann und auch für Tiere.
Der Bau von Sabilen hatte im Islam nicht nur eine rein zweckbestimmte Nützlichkeit, sondern verstand sich auch als eine Erfüllung der im Koran gebotenen religiösen Pflichten der Barmherzigkeit. So können die Sabile auch als religiöse Bauwerke betrachtet werden.

## Namensherkunft
Das Wort Sabil ist verwandt mit dem arabischen Verb arabisch سبل sabala. Sabala hat die Bedeutung von fallen, tropfen, herunter hängen lassen, die Augen schließen, Tränen vergießen.
Die Bedeutung des arabischen Wortes sabil ist Weg, Pfad. Im Koran wird das Wort sabil mehr als 150 Mal benutzt. Es hat dort die Bedeutungen: Gottes Wege, Weg zu Gott, der rechte Weg, der Weg hinaus aus Schwierigkeiten, selbstloses Werk, spirituelle Disziplin, Gelehrsamkeit. Der Dschihad wird 49 Mal als der Kampf auf dem Weg zu Gott al-dschihādu fī sabīli Llāh / الجهاد في سبيل الله / al-ǧihādu fī sabīli Llāh beschrieben.
Das Wort Sabil für einen öffentlichen Brunnen wurde abgeleitet aus der Meinung, damit Gottes Willen zu tun oder ein gottgefälliges wohltätiges Werk zu verrichten.

## Verbindung zur Religion
Das Wasser spielt im Koran und in der islamischen Religion eine zentrale Rolle. Es wird als von Gott gespendeter Segen betrachtet (Sure 15:22, 56:68–69) und wird zum Trinken, Baden und zur rituellen Reinigung benötigt. Im Koran wird mehrfach betont, dass Gott alle lebenden Wesen aus Wasser gemacht hat (Sure 21:30, 24:45, 25:54).
Als eine der drei unverzeihlichen Sünden beim Jüngsten Gericht wird betrachtet, dem Reisenden Wasser zu verweigern, wenn man welches hat. Das Gebot, die Dürstenden zu tränken, wird auch auf Tiere ausgedehnt.

## Der Sabil als religiöses Bauwerk
Besonders unter den Mamluken und während des Osmanischen Reiches wurden die Sabile mehr und mehr verziert und zu prächtigen kleinen Bauwerken ausgebaut. Ihre religiöse Bedeutung trat immer stärker hervor. Man argumentierte: Wasser ist ein göttliches Geschenk – es ist Gott, der damit die Durstigen tränkt – Wasser symbolisiert die Schöpfung Gottes – also ist der Sabil ein Haus Gottes.
Die Sabile wurden teilweise zu kleineren oder größeren Häuschen ausgebaut, in denen hinter einem vergitterten Fenster ein Angestellter saß, der den darum Bittenden das Wasser (kostenlos) reichte. Hierfür wurden teilweise sogar Koranrezitatoren angestellt.
Teilweise wurden die Sabile mit einer Gebetsnische ausgestattet, die die Gebetsrichtung anzeigte. Außerdem erhielt er eine Mida'a, ein Wasserbecken für die rituelle Reinigung. Der Angestellte des Sabils agierte als Vorbeter. So konnte der Sabil als offene Gebetsstätte für die fünf täglichen Gebete genutzt werden.
Teilweise wurde der Sabil sogar mit einem oberen Stockwerk versehen, in dem eine Koranschule untergebracht wurde. Auch wurde der Sabil als Gleichnis für die Quelle des Paradieses aufgefasst.

## Architektonische Gestaltung
Der typische Sabil wurde neben oder über einer Zisterne angebracht. Aus dieser wurde das Wasser über eine gravierte Marmorfläche, den Salsabil, geleitet, um es mit Luft anzureichern. Von dort gelangte es in ein Marmorbecken, aus dem es zum Trinken geschöpft wurde.
Der Sabil bildete oft nur eine verzierte Nische in einer Mauer oder Hauswand. Manchmal war er jedoch auch zu einem freistehenden Haus ausgebaut.
Sabile befanden sich oft an Straßenkreuzungen oder auf Plätzen.

## Geschichte
Die älteste Erwähnung eines Sabils stammt aus Damaskus, Syrien und ist datiert auf 1077.

### Ayyubiden
Zu den ältesten erhaltenen Sabilen gehört der Sabil Schaʿalan (arabisch سبيل شعلان sabīl šaʿalān) auf dem Haram. Er stammt aus ayyubidischer Zeit und wurde um das Jahr 1216 unter Sultan al-Malik al-ʿĀdil errichtet.

### Mamluken

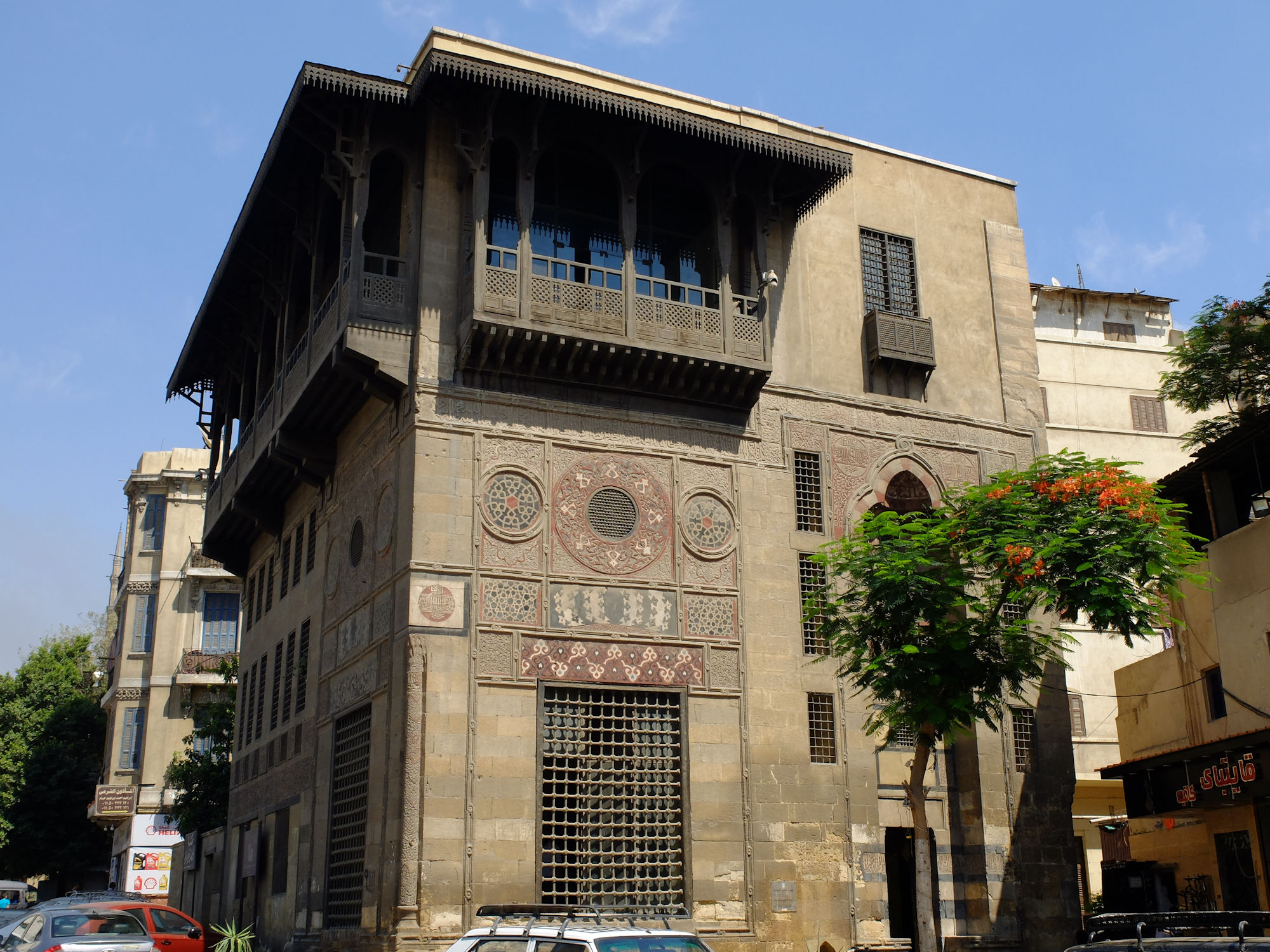
Mamlukischer Sabil-Kuttab des Sultan Kait-Bay in Kairo

Aus mamlukischer Zeit stammt in Kairo ein Sabil, der unter Sultan an-Nāsir Muhammad ibn Qalāwūn um das Jahr 1325 an der Ecke des Grabkomplexes des Qalawun errichtet wurde.
In der mamlukischen Architektur wurde der Sabil ein Standardelement, oft verbunden mit einem Kuttab, einer Elementarschule für Lesen, Schreiben, Grammatik, islamische Studien und Koranrezitation. Diese Sabil-Kuttab-Strukturen befanden sich oft an den Ecken von Gebäudeensemblen, an viel begangenen Straßen und Kreuzungen. Dabei befand sich der Sabil zu ebener Erde, wo an die Vorübergehenden Wasser ausgeschenkt wurde. Der Kuttab befand sich in den Stockwerken darüber. Zunächst waren sie in größere Gebäude integriert. Erst ab 1479 wurde es üblich, sie als alleinstehende Gebäude zu bauen.
Diese mamlukischen Sabile hatten oft reich dekorierte Fassaden und große Fenster mit Bronzegittern. Im Inneren waren sie mit Marmormosaiken und bemalten Holzdecken verziert.

### Osmanen

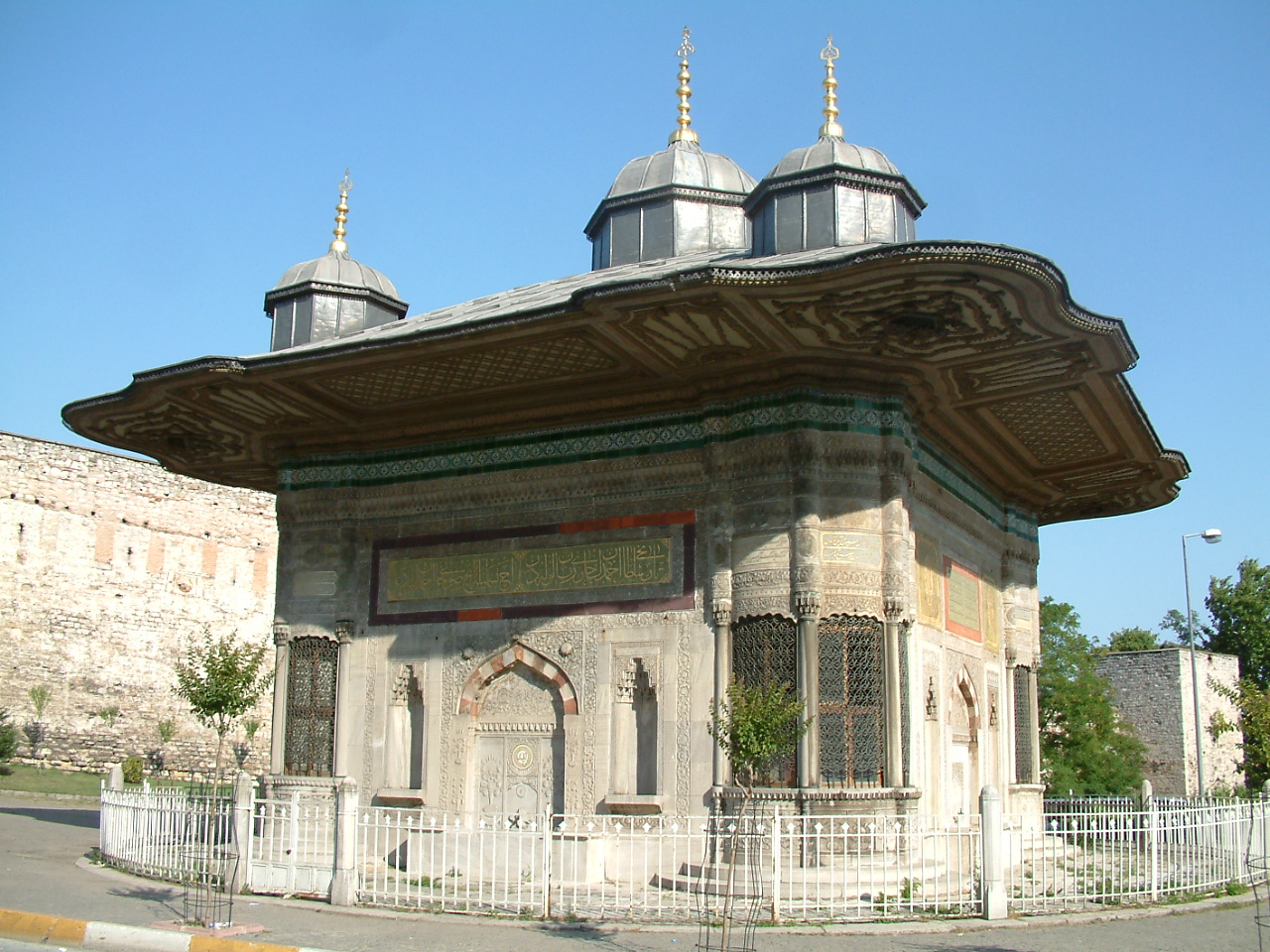
Sabil von Ahmed III. in Istanbul, erbaut 1728 vor dem Topkapı-Palast-Tor.

Ab dem 16. Jahrhundert wurden in der osmanischen Architektur die Sabile immer kunstvoller verziert. Sie wurden als Einzelgebäude oder integriert in Moscheen oder in Mauern in der Nähe von Moscheen gebaut. Oft erhielten sie Inschriften, die ihr Erbauungsdatum angaben.
Zu Festen wurden in ihnen neben Wasser auch gesüßte Fruchtsäfte ausgeschenkt.

### Gegenwart
Im 20. Jahrhundert erhielten die Wohnungen mehr und mehr eine Versorgung mit fließendem Wasser. Dadurch verloren die Sabile ihre Bedeutung und wurden teilweise als kleine Läden genutzt.
Teilweise führte aber dieser Bedeutungsverlust auch zur Gefahr des Verfalls.
Sie wurden als Müllablagestätten missbraucht und mit Graffiti verunstaltet.